# Mohamed Hassani Mbalia
Mohamed Hassani Mbalia (Vouvouni Bambao, 15 agosto 1984) è un ex calciatore comoriano, di ruolo portiere.

## Carriera

### Club
Gioca dal 2004 al 2010 al Volcan Club. Nel 2010 si trasferisce all'Élan Club.

### Nazionale
Debutta in nazionale il 10 agosto 2007, in Comore-Reunion.